# Jiří Žemba
Jiří Žemba (17. listopadu 1939, Třebíč – 26. července 1981, Sokolov nebo 31. července 1981, Karlovy Vary) byl český diskař. Jeho otcem byl ekonom a fotbalista František Žemba, matkou byla úřednice Drahomíra Žembová, bratrem byl koulař František Žemba a atletický trenér Vladimír Žemba.

## Kariéra
V roce 1953 začal působit ve Spartaku Velké Meziříčí, tam se věnoval zpočátku skoku vysokému, během studia na zdejší základní škole. Později po odchodu na průmyslovou školu v Přerově pak mezi lety 1955 a 1956 působil v týmu Lokomotiva Přerov a v roce 1958 následně opět ve Spartaku Velké Meziříčí. Po maturitě v Přerově se vrátil zpět do Velkého Meziříčí, ale později nastoupil do Avie a po třech měsících nastoupil na základní vojenskou službu a atletice se nemohl věnovat, v roce 1959 byl přeřazen do Lipníku nad Bečvou, kde se zase mohl věnovat atletice. Mezi lety 1959 a 1960 pak působil v Dukle Lipník nad Bečvou a posléze mezi lety 1961 a 1964 působil v Dukle Praha, v tu dobu studoval na Vysoké škole ekonomické v Praze. Kariéru zakončil v Baníku Sokolov, kde působil v letech 1965 a 1974.
Soutěžil v hodu diskem na Letních Olympijských hrách v roce 1964 v Tokiu. V roce 1965 soutěžil a získal stříbrnou medaili na Univerziádě v roce 1965 v Budapešti v hodu diskem. Zúčastnil se mistrovství Evropy v atletice v roce 1966, kde získal osmé místo v hodu diskem.